# Städtischer Saalbau Recklinghausen

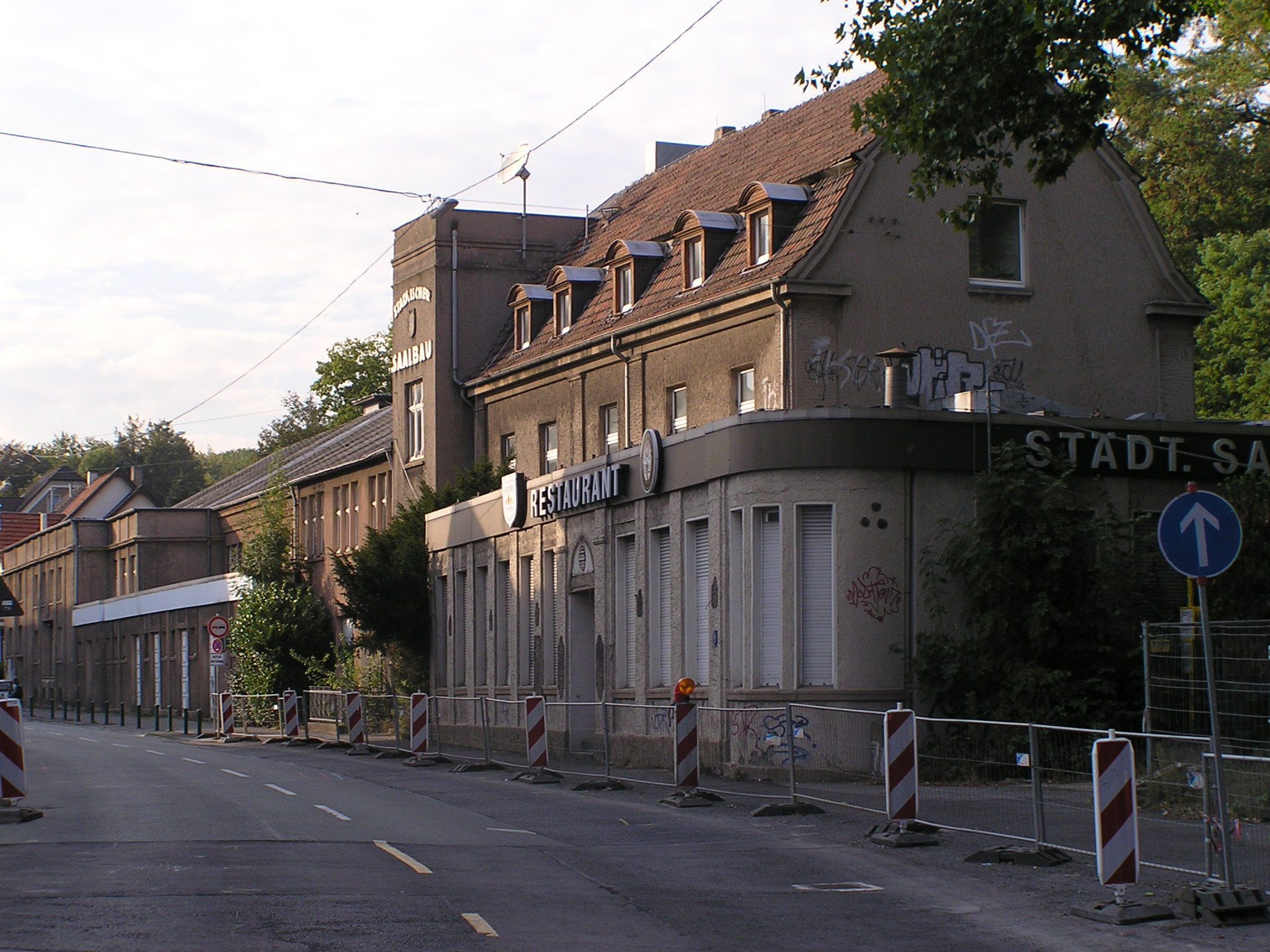
Städtischer Saalbau Recklinghausen, Zustand 2006

Der Städtische Saalbau in Recklinghausen war ein Veranstaltungsgebäude mit 1.500 Plätzen.

## Geschichte
Der Saalbau geht auf die Erweiterung im Jahre 1897 der Gastwirtschaft „Kaisergarten“ zurück. Der Saal am Sandweg (heute Dorstener Straße) mit Theaterbühne und Musik-Empore war um 1900 bereits 1000 m² groß. Im Ersten Weltkrieg wurde der Saal des Kaisergartens als Lazarett genutzt, während der Ruhrbesetzung von 1923 bis 1925 diente er als Quartier der französischen Truppen.
Nach dem Ende der Besetzung erwarb die Stadt Recklinghausen die Gastwirtschaft mitsamt Saal. Sie richtete im Obergeschoss Konferenzräume ein und erweiterte den Saal. Nach dem Umbau für mehr als 600.000 Reichsmark bot der große Saal Platz für 1.500 Gäste, 300 Sänger und 100 Musiker. Vom 23. bis zum 30. November 1925 wurde der „Städtische Saalbau“ mit einer Musikwoche eröffnet. Im Saalbau fanden neben Konzerten, Tanzveranstaltungen und Karnevalsfeiern auch Versammlungen und Feiern von Parteien, Unternehmen, Gewerkschaften und verschiedenen Vereinen sowie Ratssitzungen statt. 1946 wurde im Saalbau der erste Parteitag des CDU-Verbandes Westfalen/Lippe nach dem Zweiten Weltkrieg im Saalbau veranstaltet.
Zum Dank für die „illegalen“ Kohlehilfen der Zeche König Ludwig an die Hamburger Theater im Winter 1946/1947 gastierten 150 Schauspieler der drei Hamburger Bühnen unter dem Motto „Kunst gegen Kohle“ im Sommer 1947 im Recklinghäuser Saalbau. Aus der Aktion erwuchsen die Ruhrfestspiele, die fortan jährlich im Saalbau stattfanden. Der Spielort Saalbau wurde jedoch mit wachsender Bedeutung der Ruhrfestspiele zu eng und den technischen Ansprüchen nicht mehr gerecht, so dass bereits seit 1950 der Neubau eines Theaters gefordert wurde. Doch erst 1965 zogen die Ruhrfestspiele ins neu erbaute Ruhrfestspielhaus.
Der Saalbau wurde dann 1966/1967 umgestaltet. Wegen der hohen Unterhalts- und Renovierungskosten erhielt der Saalbau den geringschätzigen Beinamen „Zahlbau“. Über zehn Jahre lang war der Saalbau Spielstätte der inzwischen eingestellten Kammermusikvereinigung Recklinghausen, die Klassik-Weltstars wie Claudio Arrau, Alfred Brendel, Anne-Sophie Mutter und viele andere für Konzerte verpflichten konnten.
Im April 2000 musste der Saalbau wegen Brandschutzmängeln geschlossen werden. Seitdem verfiel das leerstehende Gebäude zunehmend, verursachte aber jährlich etwa 20.000 € an Unterhaltskosten. Die Stadt Recklinghausen hatte für die Sanierung, die bereits 1999 etwa elf Millionen € kosten sollte, kein Geld; ein Abriss des Saalbaus sollte demgegenüber nur etwa 200.000 € kosten. Um dies zu verhindern, bot die Sparkasse Vest Recklinghausen zehn Millionen € für den Umbau zu einem Zentralmuseum an. Gleichwohl wurde im Juni 2012 der Abriss beschlossen.
Der Saalbau wurde ab Mai 2013 komplett abgerissen.

## Orgeln
Bei der Eröffnung 1925 hatte der Städtische Saalbau eine Orgel mit 4.719 Pfeifen und 71 Registern aus der Ludwigsburger Orgelwerkstatt E. F. Walcker & Cie., sie wurde 1972 durch eine moderne Orgel mit 3.494 Pfeifen und 64 Registern der Dorstener Orgelbaufirma Breil ersetzt. Diese wurde im November 2002 für 20.000 € an die Pfarrgemeinde Mariae Himmelfahrt in Hachenburg verkauft.